# Phil Brown (piłkarz)
Philip "Phil" Brown (ur. 30 maja 1959 w South Shields) – angielski piłkarz, później trener.

## Kariera piłkarska
Pierwszym klubem, w którym występował był Hartlepool United F.C. Rozegrał w tej drużynie 217 spotkań i w 1985 roku przeszedł na zasadzie wolnego transferu do Halifax Town. Tam w 135 meczach zdobył 18 bramek. Po trzech latach odszedł do Boltonu. Na Reebok Stadium przez sześć lat zagrał w 256 spotkaniach, zdobył 14 bramek. Na zakończenie kariery przeszedł do Blackpool F.C. i tam w 1996 roku zakończył piłkarską karierę.

## Kariera trenerska
Phill Brown w roli managera zadebiutował obejmując we wrześniu 1999 roku, stanowisko trenera swojej byłej drużyny - Bolton Wanderers. W pięciu meczach drużyna pod jego wodzą zdobyła aż 12 punktów. W czerwcu 2005 roku zastąpił George'a Burleya na stanowisku trenera Derby County. Pracował tam tylko rok i w listopadzie 2006 roku został trenerem Hull City. Szkoleniowcem tego zespołu był do 15 marca 2010 roku, kiedy to został zwolniony ze swojego stanowiska.